# Consorte real de Escocia

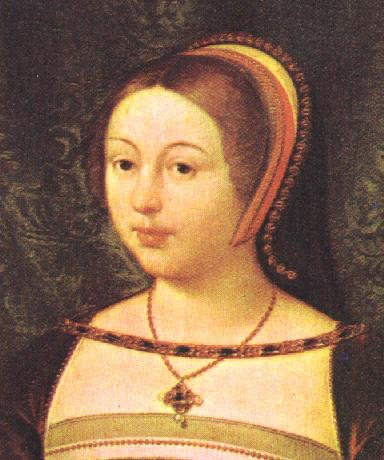
Margarita Tudor

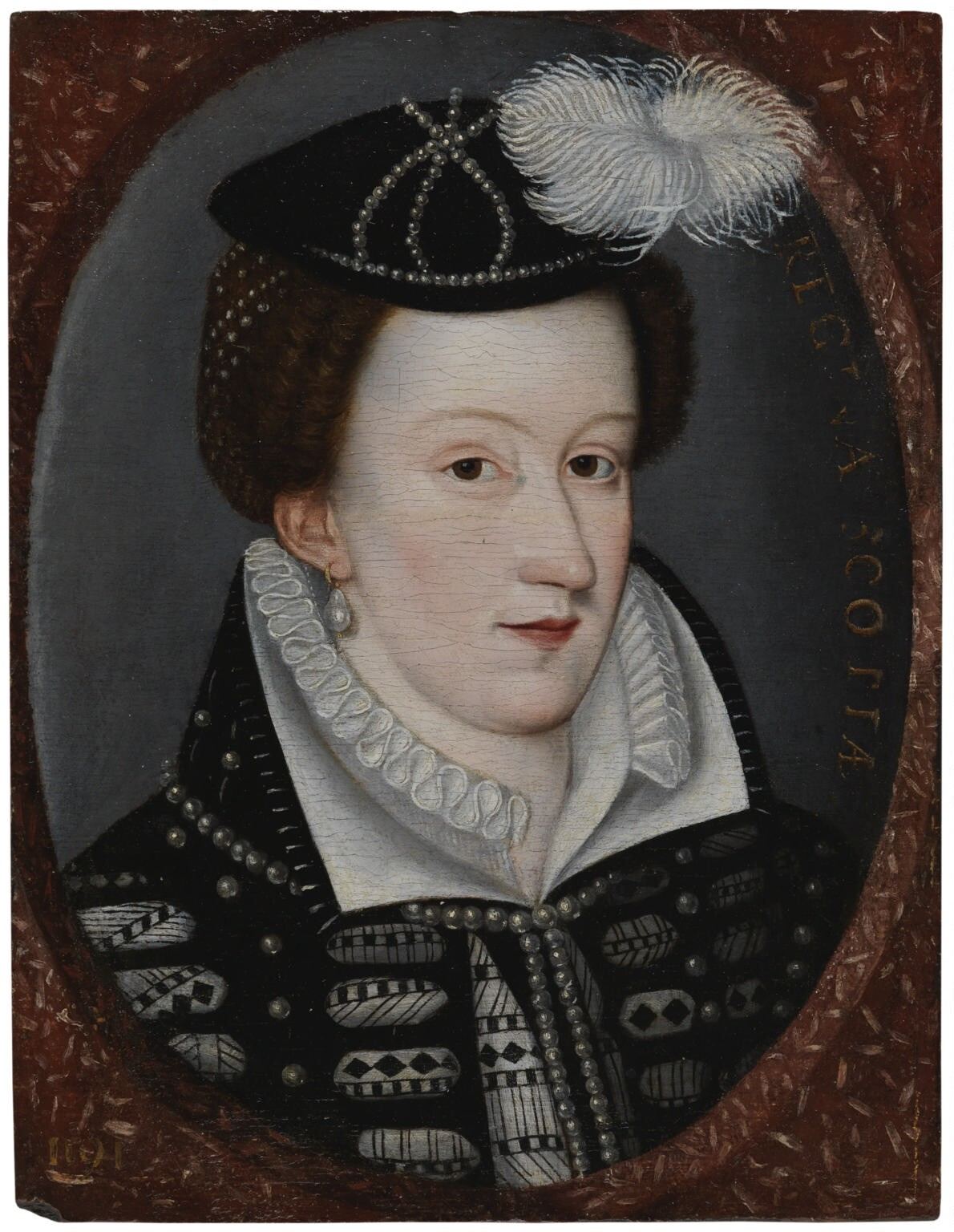
La reina María I de Escocia.

Reina de Escocia es un título usado por la esposa del monarca escocés desde 843 hasta el 1707, año de la unión con Inglaterra.
Destacan:
- María de Güeldres, reina consorte (1449-1460) de Jacobo II de Escocia y regente de Escocia entre 1460 y 1463. Era la hija de Arnold, duque de Güeldres y Catalina, la hija mayor de Adolfo IV, duque de Cléveris.
- Margarita de Dinamarca, reina consorte (1469-1486) con motivo de su matrimonio con el rey Jacobo III de Escocia, siendo los padres del rey Jacobo IV de Escocia.
- Margarita Tudor, hija del rey Enrique VII de Inglaterra y de su esposa, Isabel de York, hermana de Enrique VIII, tía por tanto, de los futuros Eduardo VI, María I e Isabel I. Madre de Jacobo V. Reina consorte de Escocia (1502-1513) por su matrimonio con Jacobo IV de Escocia
- Magdalena de Valois, hija de Francisco I y Claudia de Valois, esposa de Jacobo V, reina consorte (1537).
- María de Guisa, hija de Claudio I de Guisa y de Antonieta de Borbón-Vendome, esposa de Jacobo V y Madre y Regente de María Estuardo.Reina consorte (1538-1542)
- Ana de Dinamarca, esposa de Jacobo VI de Escocia y I de Inglaterra, madre del futuro Carlos I. Reina consorte (1603-1619)
- Enriqueta María de Francia, reina consorte (1625-1649) de Carlos I, madre de Carlos II y Jacobo II.
- Catalina de Braganza, princesa portuguesa que fue la esposa de Carlos II, no tuvieron hijos. Reina consorte (1662-1685)
- María de Módena, reina consorte (1685-1688) de Jacobo II, fueron padres de Jacobo Francisco Estuardo.

Reinaron por derecho propio en Escocia:
- Margarita I de Escocia (1286-1290), la nieta de Alejandro III de Escocia, sucesora de su abuelo.
- María I Estuardo, reina de Escocia (1542-1567), que fue la hija de Jacobo V de Escocia y de María de Lorena, madre de Jacobo VI, quizás la más conocida monarca de la Familia Estuardo, por su tempestuosa vida y trágica muerte.
- María II Estuardo, hija de Jacobo VII, esposa de Guillermo de Orange-Nassau, reina (1689-1694) por derecho propio, pero tuvo que reinar en conjunto con su esposo. No tuvo descendencia, por lo que el trono pasó a su hermana, la princesa Ana Estuardo.
- Ana I Estuardo (1707-1714), hermana de María II de Inglaterra y cuñada de Guillermo III de Inglaterra, contrajo matrimonio con Jorge de Oldenburgo, príncipe de Dinamarca, pero no tuvieron descendencia.